# Øresund

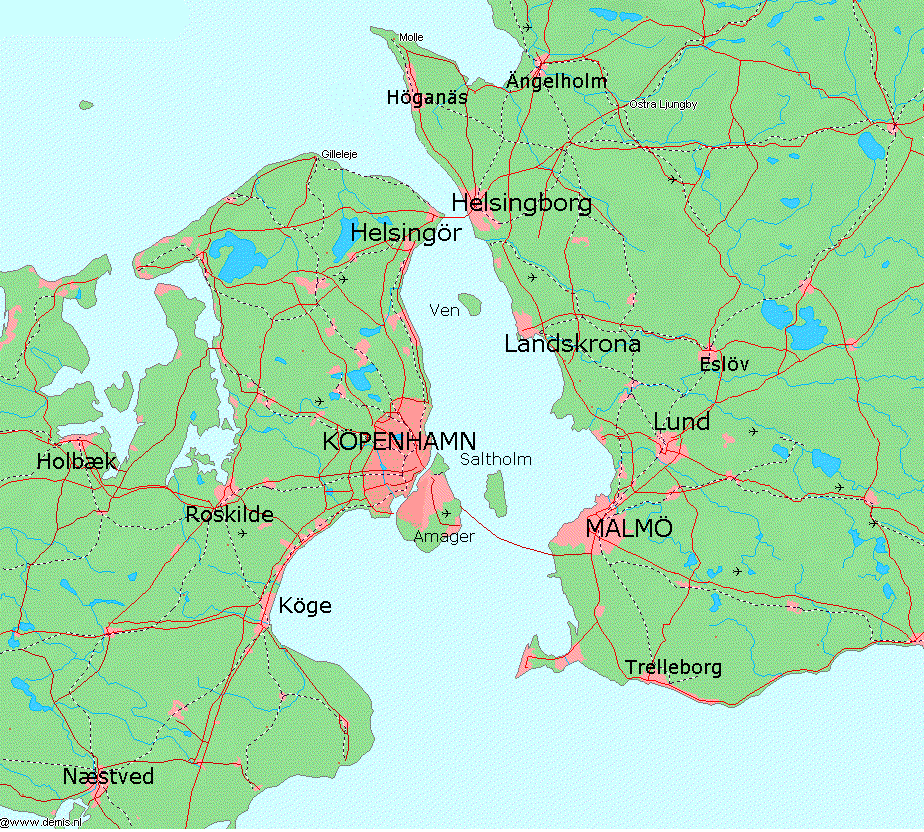

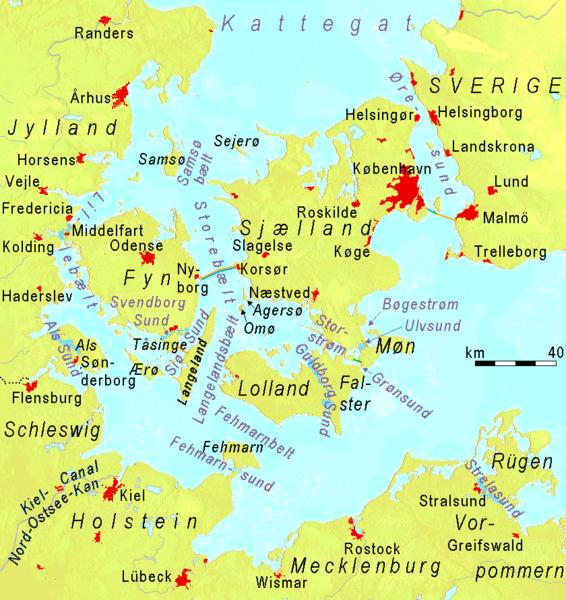
Toate strâmtorile dintre Danemarca, Germania și Suedia

Øresund (în suedeză Öresund) este strâmtoarea care desparte insula daneză Sjælland de cea mai sudică provincie a Suediei – Scania. Lățimea sa este de 4 km în cel mai îngust loc, între Castelul Kronborg din Helsingør (Danemarca) și orașul Helsingborg din Scania (Suedia). Strâmtoarea a dat numele său și regiunii Øresund, cu o populație de 3,8 milioane de locuitori pe ambele maluri ale sale.
Øresund este una din cele trei strâmtori daneze⁠(en)[traduceți] care unesc Marea Baltică cu Oceanul Atlantic prin Kattegat, Skagerrak și Marea Nordului, și totodată este una din cele mai ocupate/aglomerate căi maritime din lume.

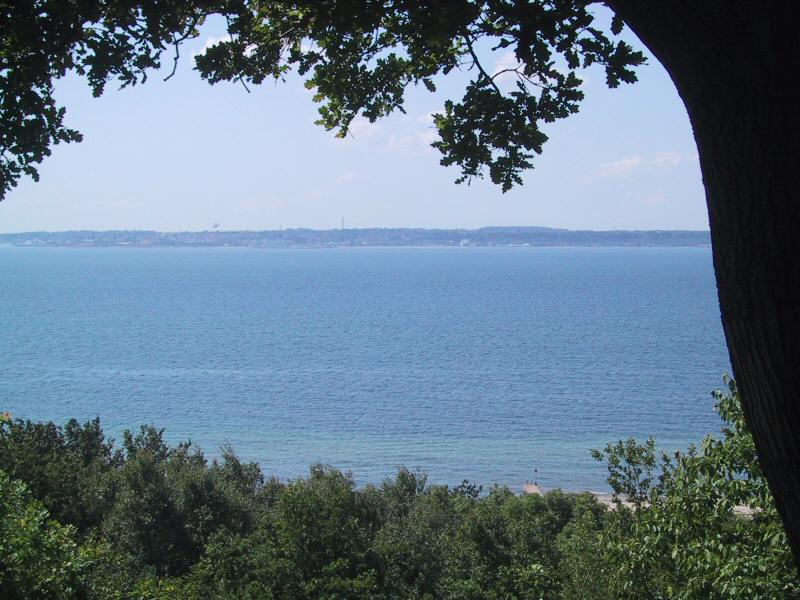
Nordul Øresundului

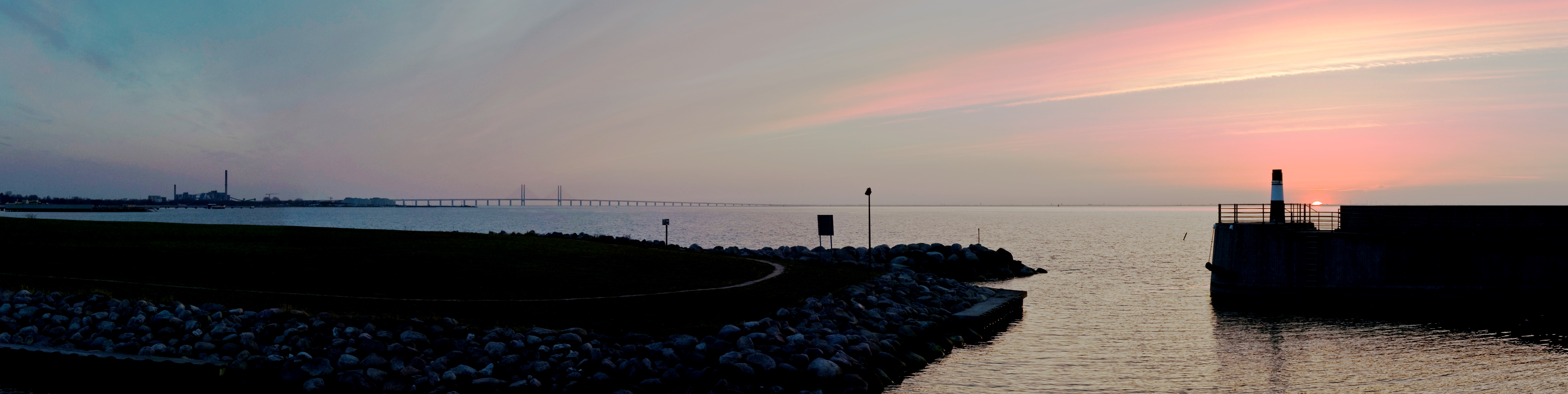
Øresund văzut din Malmö

Podul Øresund (care include un tunel de 3 km) dintre capitala Danemarcei Copenhaga și cel mai mare oraș din Scania, Malmö, a fost inaugurat pe 1 iulie 2000, de regina Margareta a II-a a Danemarcei și regele Carol al XVI-lea Gustaf al Suediei.

## Insule notabile
- Amager
- Saltholm
- Ven (scris și Hven)
- Peberholm – o insulă artificială
- Middelgrundsfortet – o insulă artificială
- Flakfortet – o insulă artificială
- Gråen – o insulă artificială în afara portului Landskrona